# بریژیت فورتن
بریژیت فورتن (فرانسوی: Brigitte Fontaine‎؛ زادهٔ ۲۴ ژوئن ۱۹۳۹) خواننده موسیقی آوانگارد، رمان‌نویس، نمایش‌نامه‌نویس و بازیگر اهل فرانسه است.
وی همچنین برندهٔ جوایزی همچون لژیون دونور (شوالیه) شده‌است.